# Юсуф Сюлейман
Юсуф Сюлейман (на македонска литературна норма: Јусуф Сулејман) е поет от Северна Македония.

## Биография
Роден е в 1950 година в Скопие. Издал е 14 книги с поезия и разкази. Книгите му са публикувани двуезично на цигански и на северномакедонски литературен език. Творчеството му е преведено на турски и албански език.